# Parco nazionale De Hoge Veluwe
Il parco nazionale De Hoge Veluwe o parco nazionale dell'alta Veluwe (Nationaal Park De Hoge Veluwe in olandese) è un parco nazionale dei Paesi Bassi, che occupa la parte settentrionale della regione della Veluwe, nella provincia della Gheldria.

## Storia

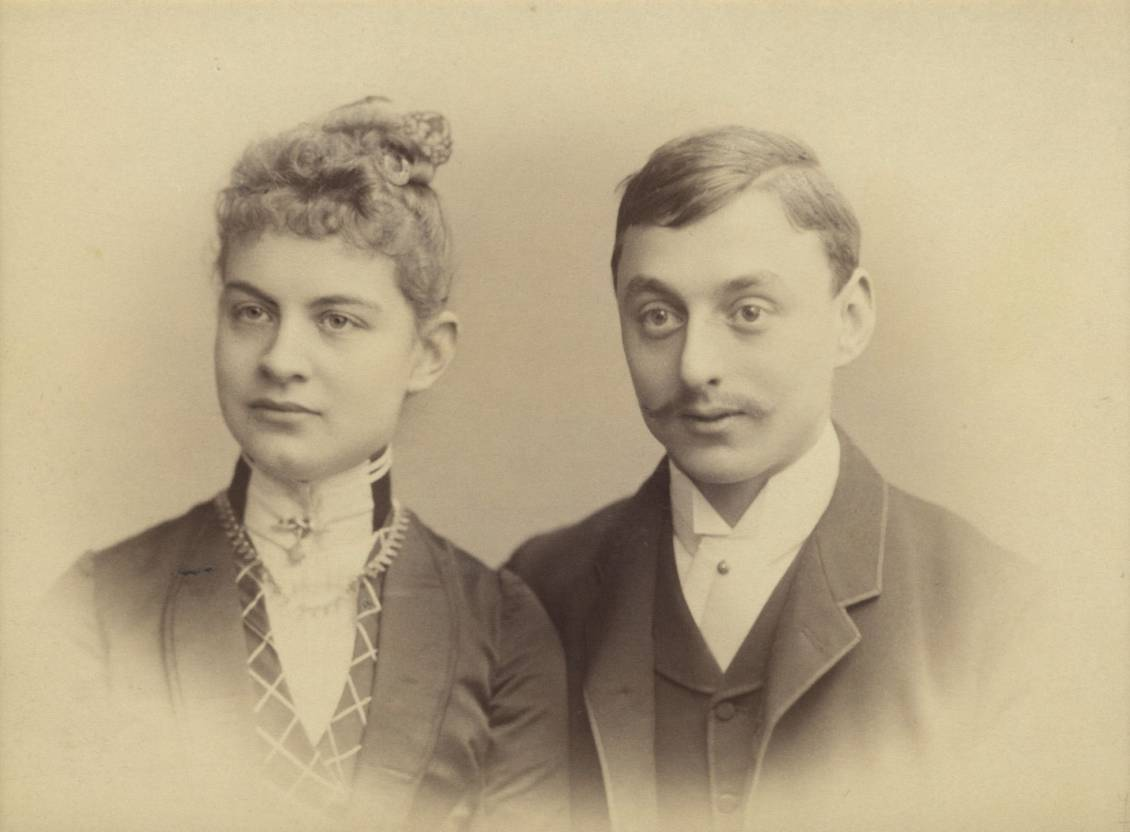
Helene Kröller-Müller e Anton Kröller fecero costruire il parco nel 1909.

Il parco fu istituito nel 1909 come proprietà privata dall'uomo d'affari olandese Anton Kröller e da sua moglie Helene Kröller-Müller, una delle prime collezioniste d'arte al mondo. Ultimato nel 1923, già nel corso della realizzazione vi furono portati gli animali selvatici importati appositamente. Il casino di caccia, chiamato St. Hubertus in quanto intitolato a sant'Uberto di Liegi, fu progettato dall'architetto olandese Hendrik Petrus Berlage.
Nello stesso periodo fu avviata la costruzione di un museo di arti visive all'interno del parco per soddisfare la passione artistica di Helene Kröller-Müller.
Tuttavia, a partire dal 1923 la famiglia Kröller-Müller fu investita da una crisi economica che ne compromise la continuazione della costruzione del museo e la possibilità di mantenere la proprietà. Nel 1935 la collezione d'arte che nel frattempo era stata acquistata fu donata allo Stato dei Paesi Bassi, che si accollò i costi del completamento del museo: questo rappresenta ora la parte più vecchia dell'attuale museo Kröller-Müller. Il parco invece fu ceduto ad una fondazione, la Nationaal Park De Hoge Veluwe, la quale, dopo aver ricevuto un prestito dallo Stato, continuò l'attività di tutela del territorio, sostenuta dagli introiti derivanti dalla vendita dei biglietti d'ingresso per i visitatori.
Il De Hoge Veluwe è tuttora un parco privato, come il parco nazionale Veluwezoom, ma l'unico con ingresso a pagamento nei Paesi Bassi.

## Caratteristiche

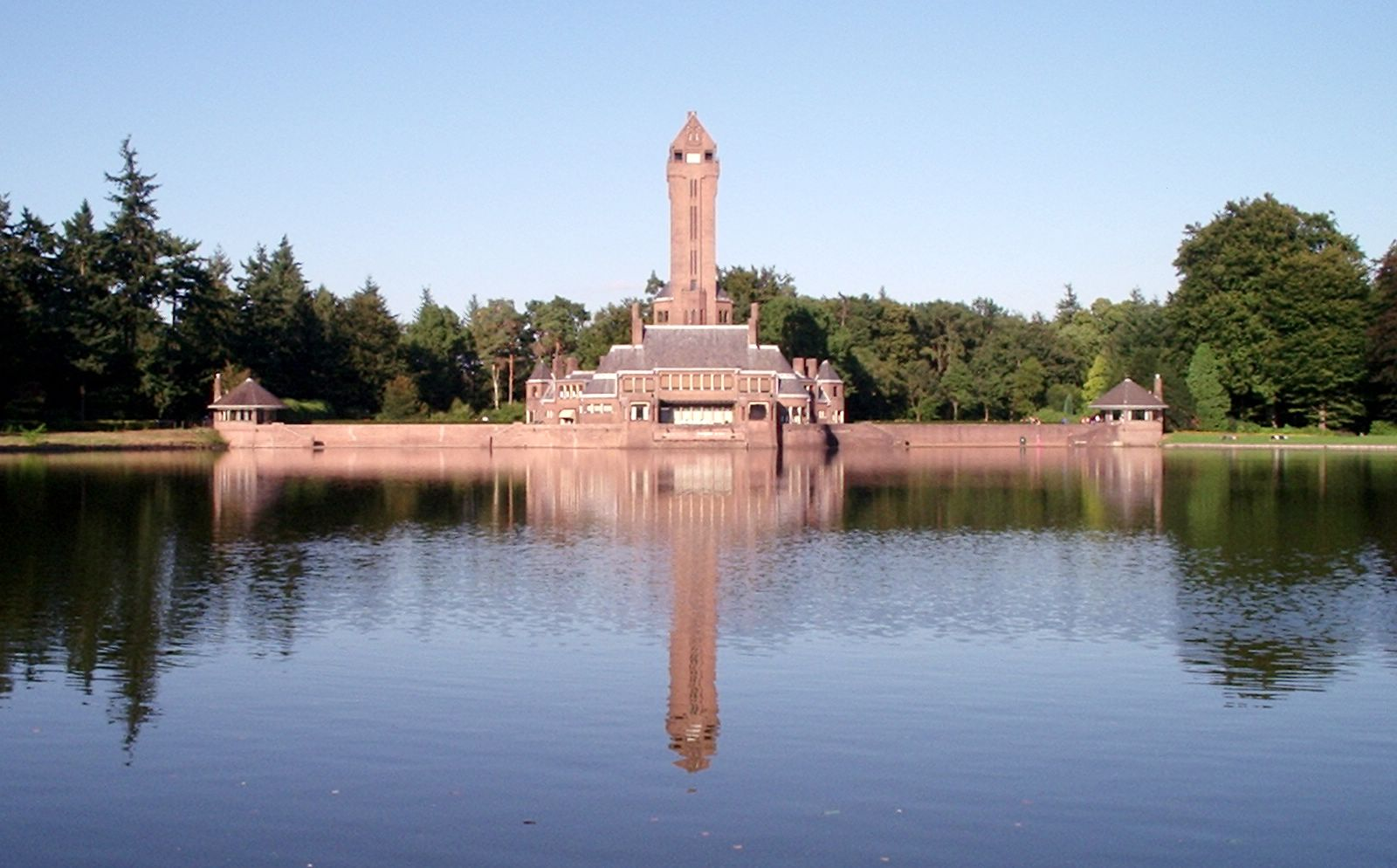
Il casino di caccia St. Hubertus.

Il parco è interamente recintato ad esclusione dei 400 ettari del Otterlose Bos. In passato la gestione del parco ricevette parecchie critiche in quanto i ciclisti e gli escursionisti di passaggio erano costretti a pagare il biglietto d'ingresso o, in alternativa, ad effettuare lunghe deviazioni dai percorsi preferenziali. Nel 2007 fu raggiunto un compromesso che consisteva in un costo ridotto per i visitatori che transitavano nel parco per un tempo limitato.
Circa un terzo della superficie del parco non è accessibile al pubblico, al fine di tutelare la fauna presente nell'area.
Sono presenti 3 accessi al parco, in corrispondenza dei villaggi di Otterlo, Hoenderloo e Schaarsbergen.
Il parco conta alcuni edifici degni di nota. Il museo Kröller-Müller ospita la collezione d'arte di Helene Kröller-Müller che include, tra le altre, importanti opere di van Gogh, Picasso, Redon, Seurat, Rodin e Mondrian.
Un secondo museo, il Museonder, è incentrato sulla geologia e biologia della regione della Veluwe. È il primo museo sotterraneo al mondo ed è localizzato sotto il centro visitatori. Questo conserva l'intero sistema di radici di un albero di 135 anni.
Notevole è anche il casino di caccia St. Hubertus progettato da Hendrik Petrus Berlage.
Per i visitatori è disponibile gratuitamente un sistema di bike sharing.

## Flora e fauna

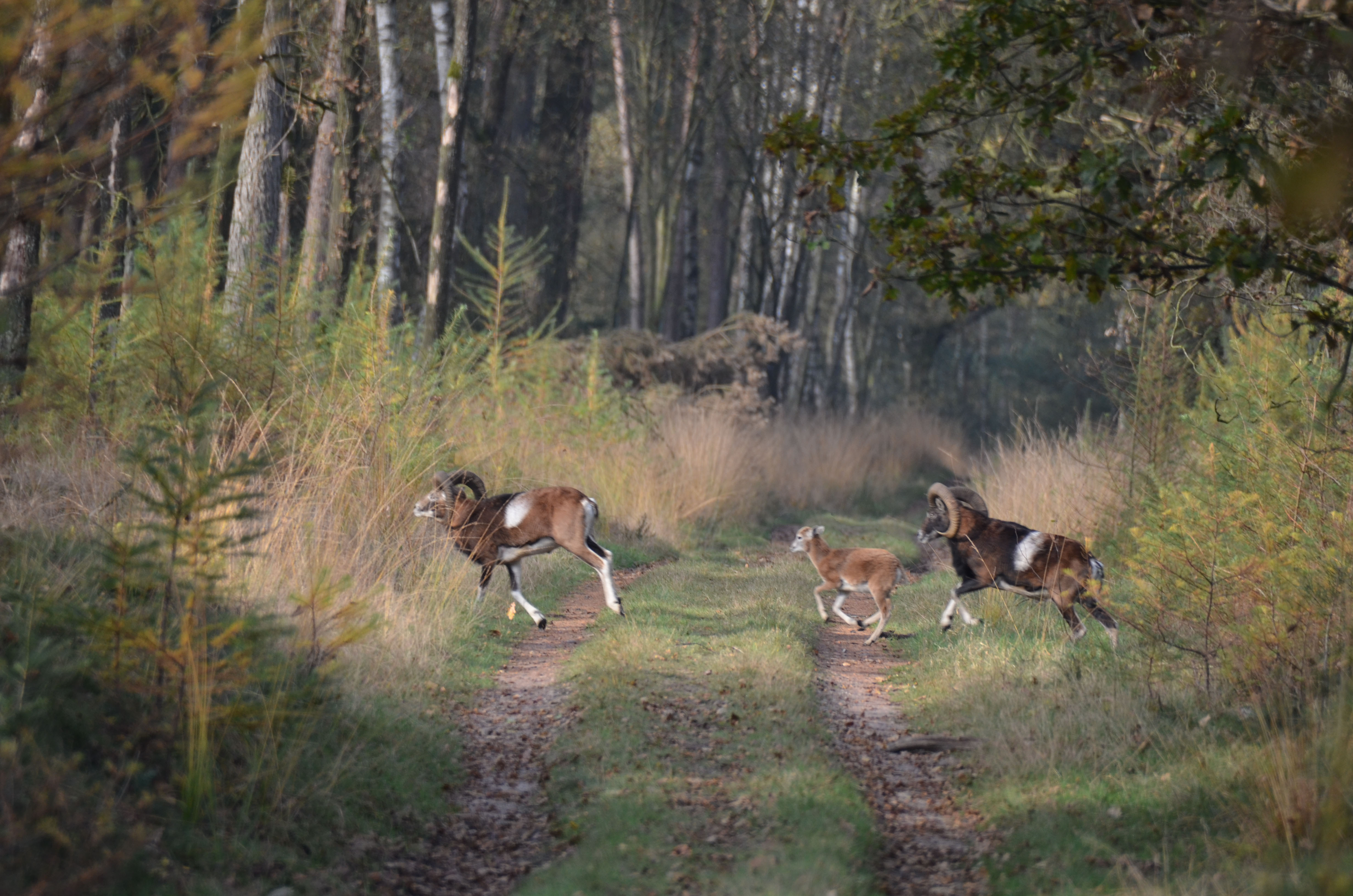
Mufloni nel parco

La fauna principale del parco consiste principalmente di grandi mammiferi, in particolare cervi e mufloni, ma anche numerosi uccelli e insetti.

La tipica popolazione del parco consiste di circa 200 cervi rossi, 300 caprioli, 50 cinghiali, 200 mufloni oltre che volpi, tassi e martore.
La gestione della fauna del parco è stata principalmente orientata alla conservazione delle specie già presenti, aumentandone gradualmente le popolazioni, come nel caso del fagiano di monte. In alcuni casi tuttavia sono state naturalizzate specie alloctone: è il caso del muflone sardo (qui introdotto nel 1921) e della quercia rossa, di origine americana.
La gestione del parco mira anche all'equilibrio ecologico delle specie presenti. Per questa ragione, seppur regolamentata, la caccia nel parco è permessa, soprattutto ai grandi mammiferi, compreso il muflone, che danneggerebbero le specie vegetali qualora la popolazione crescesse in maniera smisurata.
Poiché il parco aderisce al programma Rewilding Europe, nel giugno del 2016, vi è stato inserito un piccolo branco di bisonte europeo.